# Fledder (Naturschutzgebiet)
Koordinaten: 52° 27′ 57″ N, 7° 36′ 19″ O

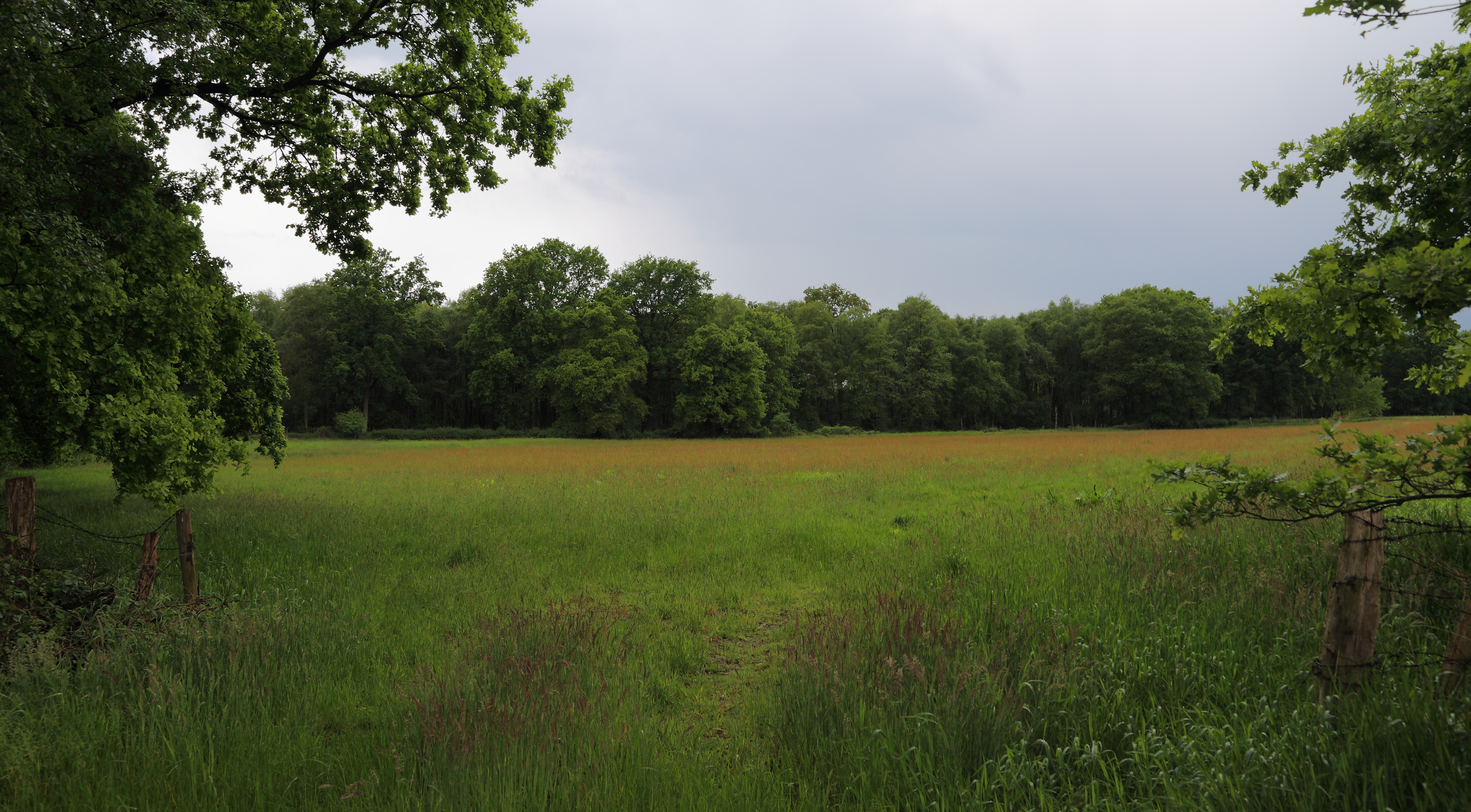
Naturschutzgebiet Fledder (Mai 2015)

Das Naturschutzgebiet Fledder liegt auf dem Gebiet der Gemeinde Hopsten im Kreis Steinfurt in Nordrhein-Westfalen. Das aus drei Teilflächen bestehende Gebiet erstreckt sich nördlich des Kernortes Hopsten und nordwestlich von Schale, einem Ortsteil von Hopsten. Am südwestlichen Rand des Gebietes verläuft die Landesstraße L 595 und östlich die L 593. Am westlichen Rand und unweit nördlich verläuft die Landesgrenze zu Niedersachsen.

## Bedeutung
Für Hopsten ist seit 1988 ein 89,69 ha großes Gebiet unter der Kenn-Nummer ST-024 als Naturschutzgebiet ausgewiesen. Das Gebiet wurde unter Schutz gestellt zur Erhaltung, Entwicklung und Wiederherstellung von Lebensgemeinschaften und Biotopen, insbesondere von Pflanzen und Pflanzengesellschaften des offenen Wassers und des feuchten Grünlandes sowie von seltenen und z. T. stark gefährdeten landschaftsraumtypischen Pflanzen- und Tierarten u. a. von seltenen, zum Teil gefährdeten Wat- und Wiesenvögeln, Amphibien und Wirbellosen.